# Welriekende agrimonie
De welriekende agrimonie (Agrimonia procera, synoniem: Agrimonia odorata) is een kruidachtige, overblijvende plant, die behoort tot de rozenfamilie (Rosaceae). De soort staat op de Nederlandse Rode lijst van planten als zeldzaam en matig afgenomen. De plant komt van nature voor in Europa. Het aantal chromosomen is 2n = 56.
De plant wordt 45–150 cm hoog en vormt een wortelstok. De stengel is zeer dicht bezet met korte klierharen met daarnaast lange, gewone haren. Ook de bladeren hebben aan de onderzijde een dergelijke beharing. De geelachtig groene bladeren zijn , afgebroken geveerd met drie tot zes paar blaadjes, die 2–6 cm lang zijn en een enigszins toegespitste top hebben. Bij wrijving van de bladeren geven ze een zoetzure geur af.
De welriekende agrimonie bloeit van juni tot augustus met gele bloemen, die in een aar gerangschikt zijn. De kelkbuis is sterk bezet met aan de top gekromde borstelharen. Uit de kelkbuis ontwikkelt zich na de bloei een schijnvrucht, die aan de buitenzijde over twee derde van de lengte (vanaf bovenaan) gegroefd is en bezet met haken. De haken in de onderste rij staan bij rijpheid teruggebogen. Deze kenmerken onderscheiden de welriekende agrimonie van de gewone agrimonie (Agrimonia eupatoria).

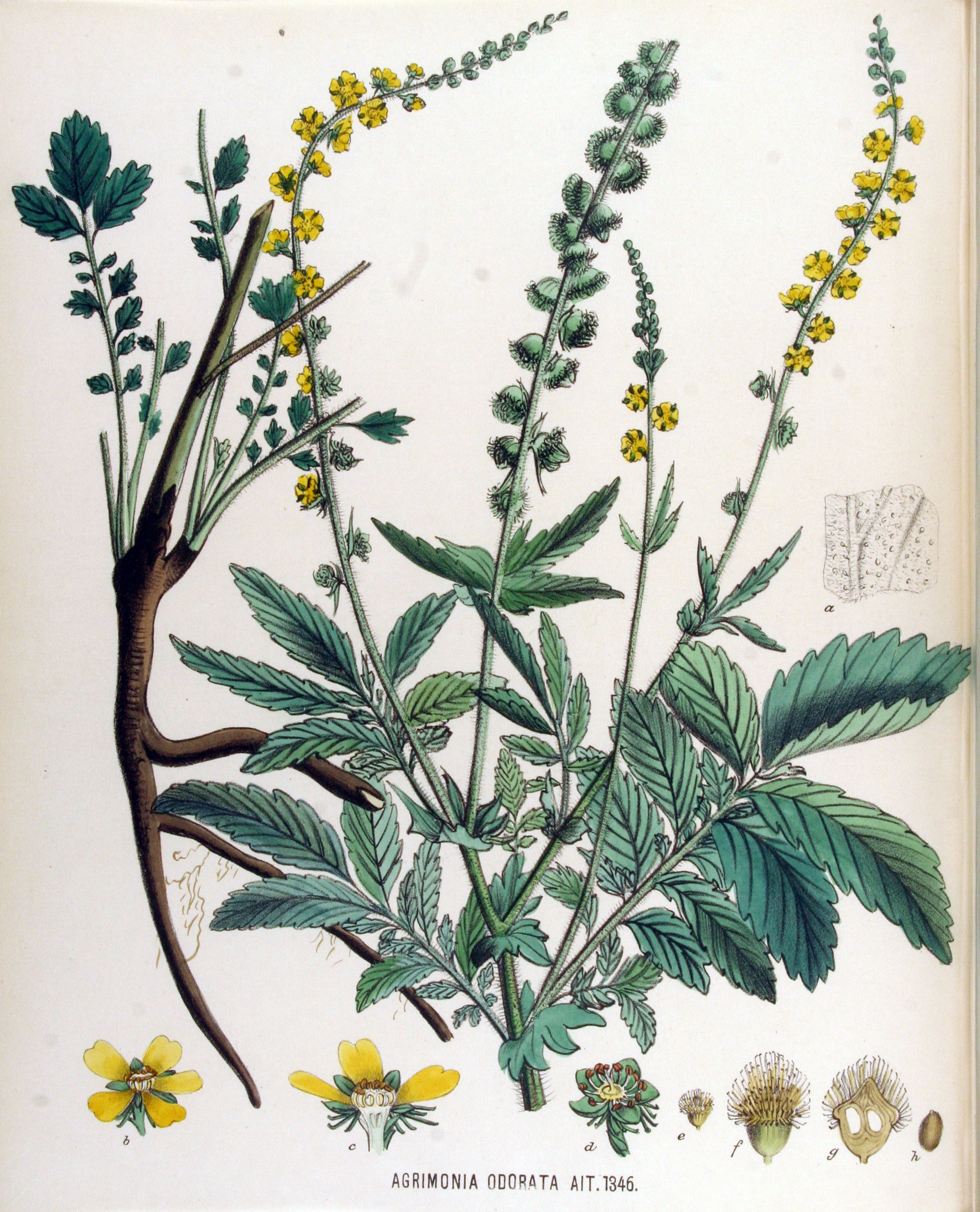
Flora Batava
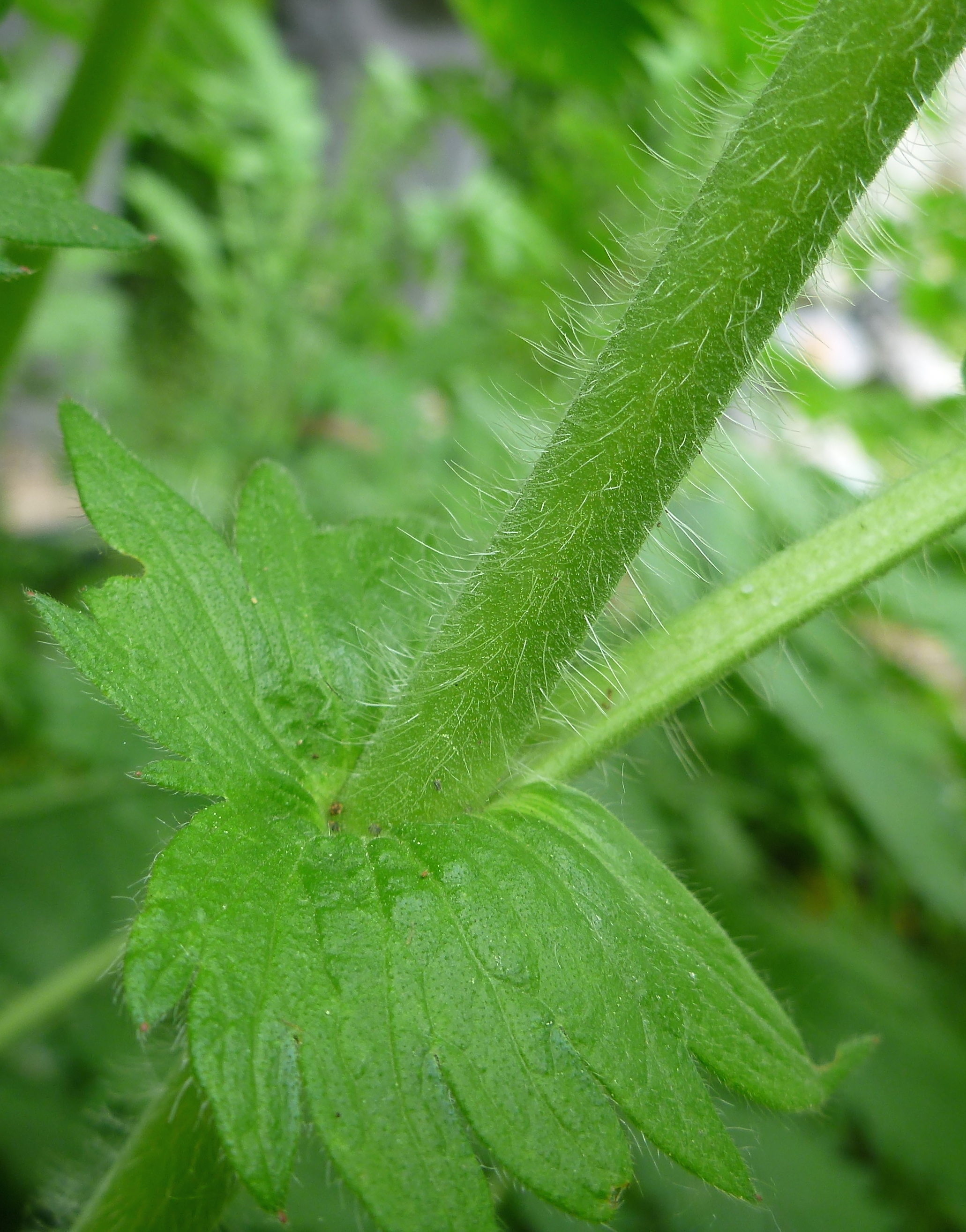
Stengel
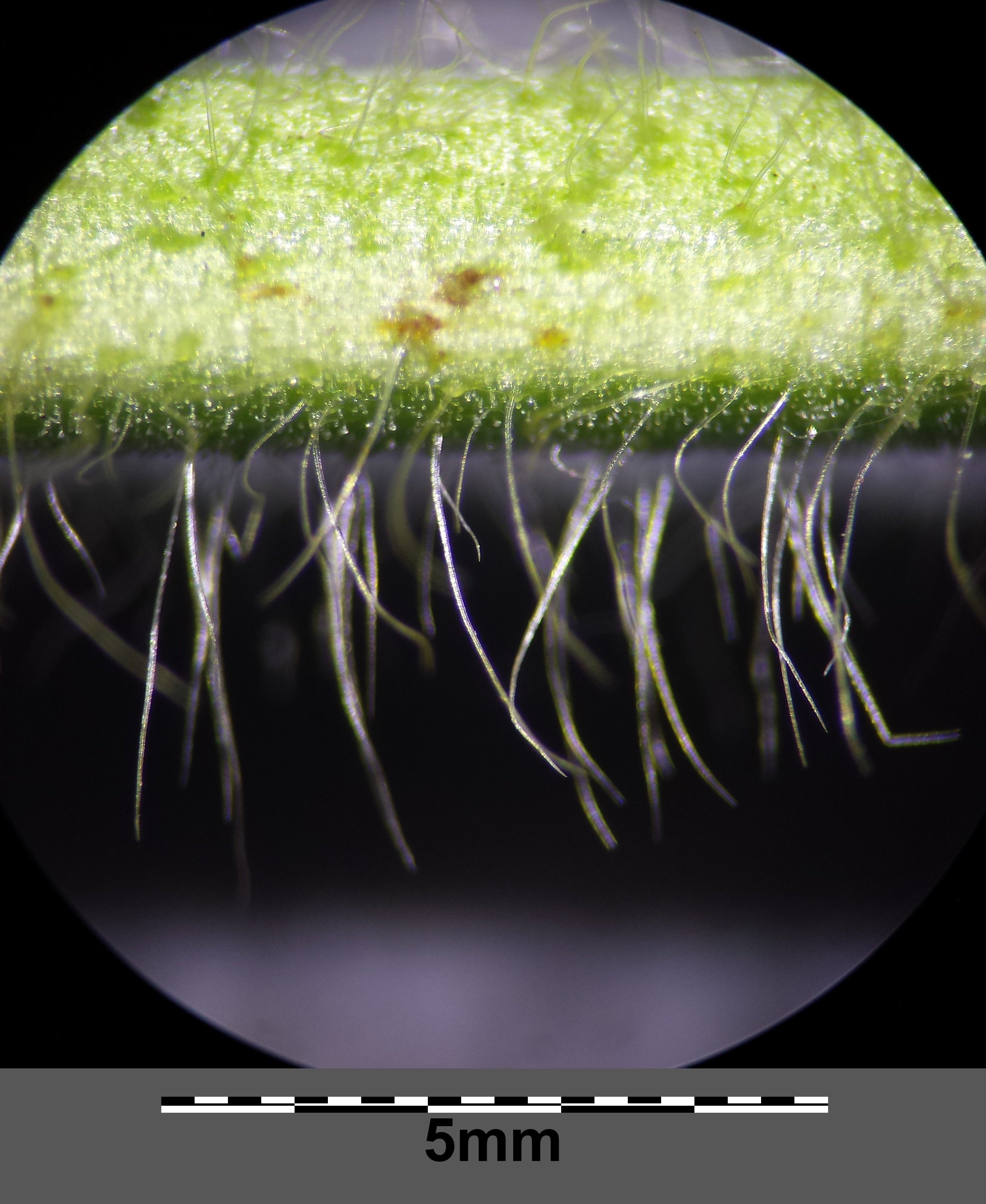
Stengel met haren en klieren
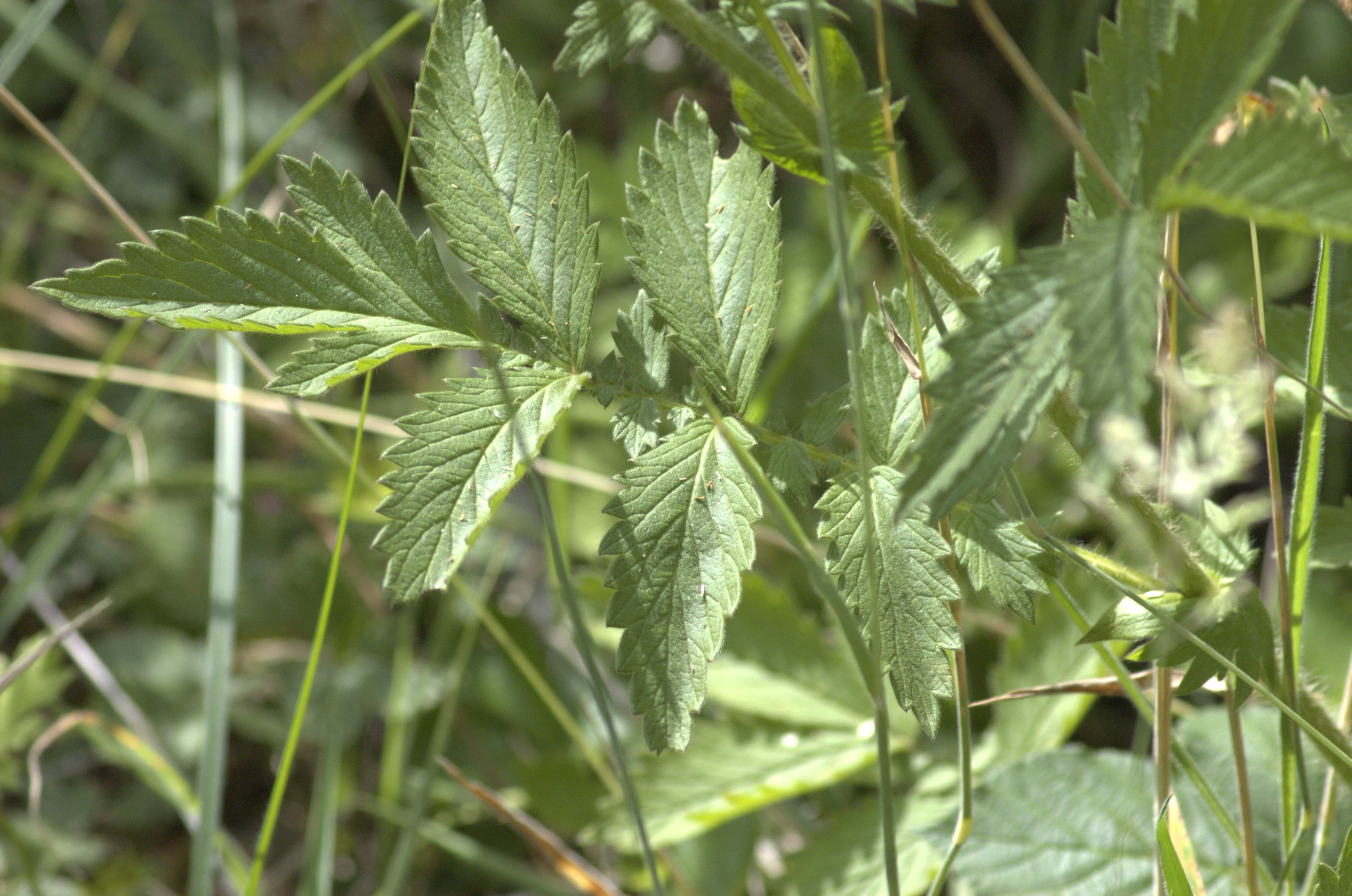
Blad
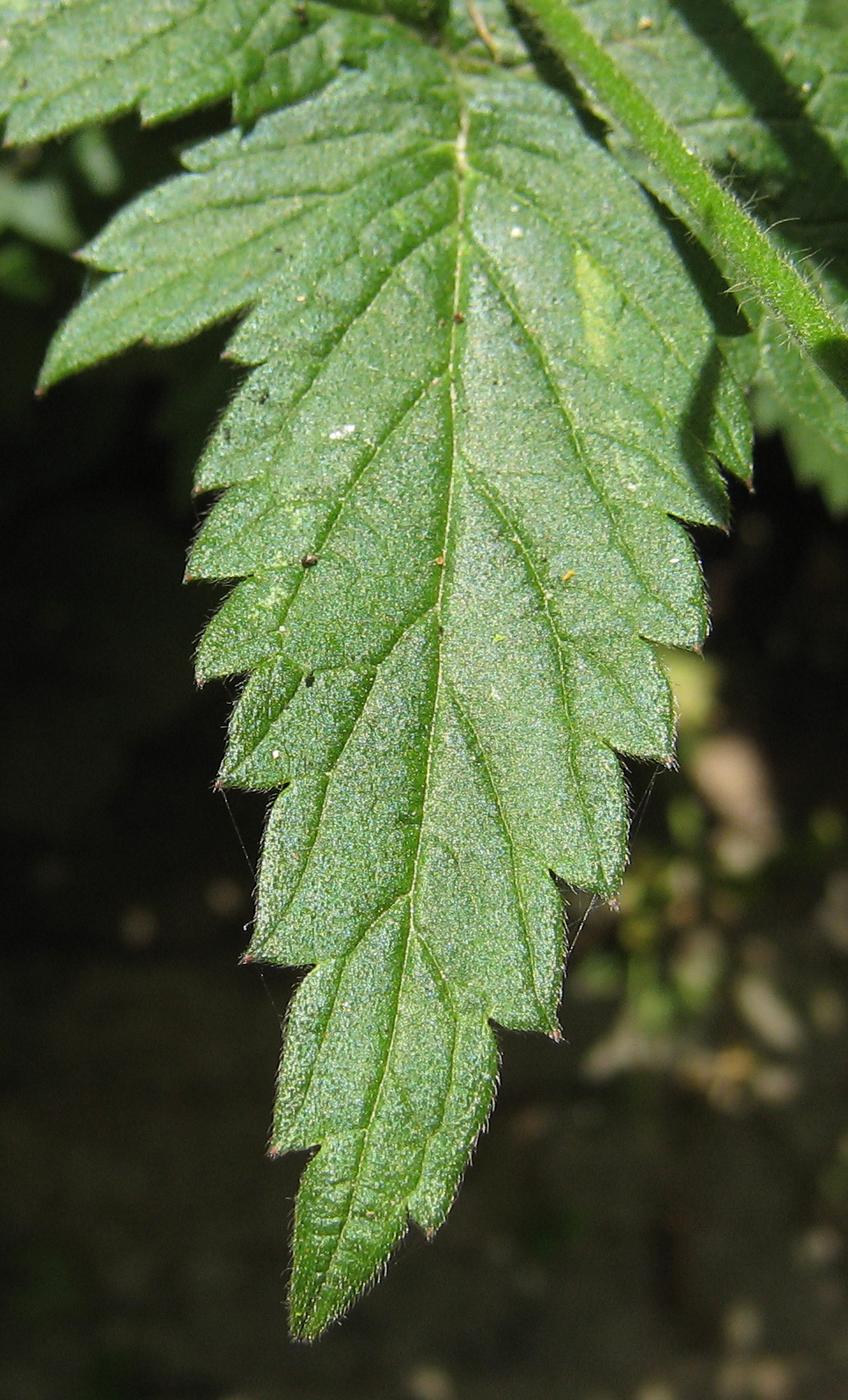
Voorkant blaadje (deelblad)
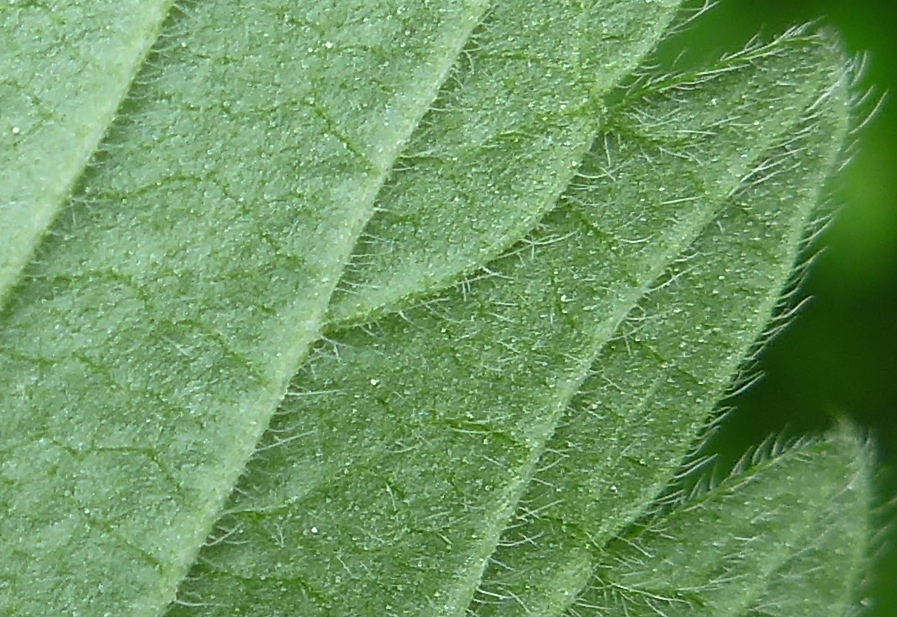
Achterkant blaadje (deelblad)
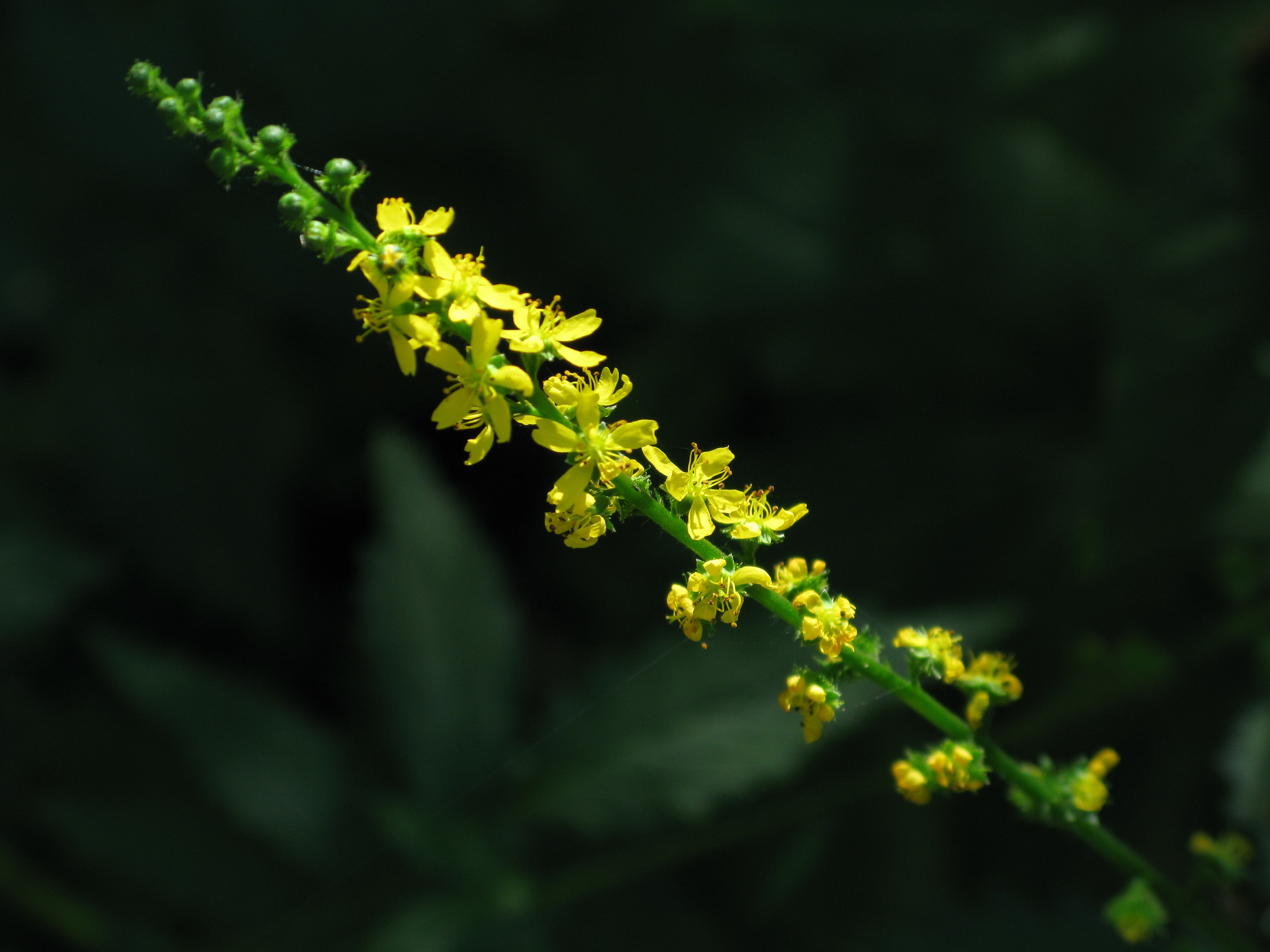
Bloeiwijze
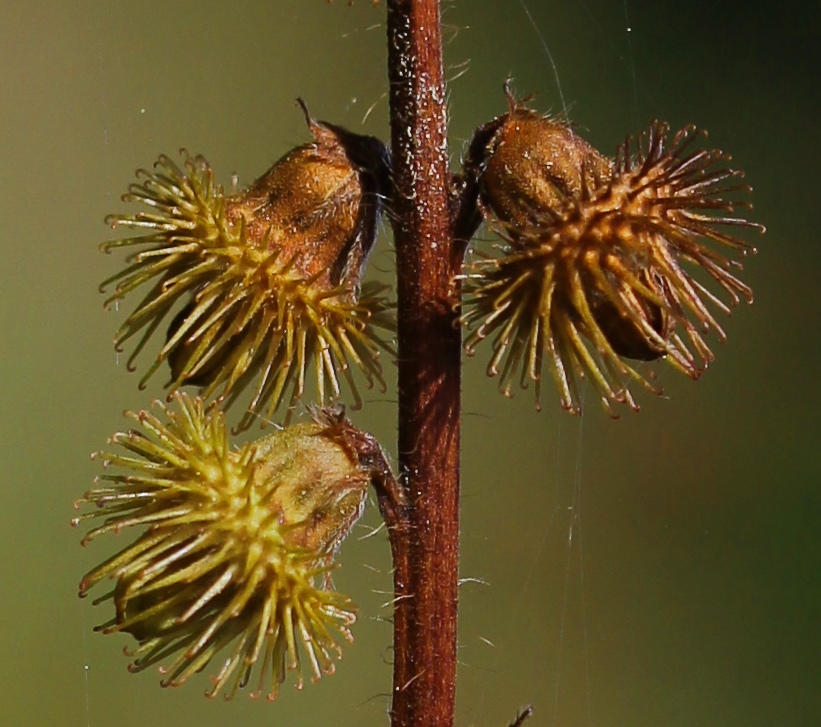
Vruchten

De plant komt voor op vochtige, vaak leemhoudende grond op licht beschaduwde plaatsen langs loofbossen, struikgewas en bermen.

## Namen in andere talen
De namen in andere talen kunnen vaak eenvoudig worden opgezocht met de interwiki-links.
- Duits: Wohlriechender Odermennig
- Engels: Fragrant Agrimony
- Frans: Aigremoine odorante